# Ítrabo
Ítrabo è un comune spagnolo di 1 007 abitanti situato nella provincia di Granada.